# Pomniki przyrody we Wrocławiu
Pomniki przyrody we Wrocławiu są ustanawiane na mocy ustawy z dnia 7 kwietnia 1949 r. o ochronie przyrody oraz następnych ustaw uchwalanych w latach późniejszych. Jako pierwszy za pomnik przyrody został uznany dąb szypułkowy Dziadek, rosnący tuż przy Parku Szczytnickim, miało to miejsce dnia 16 lutego 1953 r.
Według stanu prawnego na grudzień 2021 roku, na terenie Wrocławia znajduje się 111 pomników przyrody, w tym dwa pomniki przyrody nieożywionej, 94 spośród nich to pojedyncze obiekty – 91 drzew, 2 pnącza i 1 skamieniały pień, 17 pomników przyrody stanowią grupy chronionych obiektów – 14 grup drzew, 2 aleje i 1 grupa skamieniałych pni. Łącznie objętych ochroną jest 187 drzew, 23 skamieniałych pni i 2 pnącza. Pod względem zróżnicowania gatunkowego najwięcej jest dębów szypułkowych – 91, platanów klonolistnych – 25, cisów pospolitych – 10, wiązów szypułkowych i sofor japońskich – po 8. Największymi skupiskami pomników przyrody są Ogród Botaniczny – 11, Las Leśnicki – 8 i Park Strachowicki – 6.
| Lp. | Pomnik przyrody                                                                                 | Lokalizacja | Ilość | Decyzja o nadaniu statusu pomnika przyrody | Zdjęcie |
| --- | ----------------------------------------------------------------------------------------------- | --- | ----- | --- | ------- |
| 1   | Grupa drzew Dąb szypułkowy Quercus robur o obwodzie 413, 365, 293 cm                            | Ul. Różyckiego, 20 cm od krawędzi ulicy i 15 cm od torowiska tramwajowego Park Szczytnicki                                                         | 3     | Decyzja 9/53 z dnia 16 lutego 1953 r. |         |
| 2   | Aleja Dąb szypułkowy Quercus robur o obwodzie 190 – 520 cm                                      | Park Szczytnicki, aleja dębów zabytkowych od ul. Różyckiego około 20 m                                                                             | 16    | Rozporządzenie Wojewody Dolnośląskiego Nr 19 z dnia 19 kwietnia 2002 r. Dz.Urz. Nr 69 z dnia 6 maja 2002 r., poz. 1321                        |         |
| 3   | Jarząb brekinia Sorbus torminalis o obwodzie 92 cm                                              | Park Szczytnicki za placem zabaw przy rozwidleniu alejek w kierunku Kolumny Wilhelma                                                               | 1     | Rozporządzenie Wojewody Dolnośląskiego Nr 19 z dnia 19 kwietnia 2002 r. Dz.Urz. Nr 69 z dnia 6 maja 2002 r., poz. 1321                        |         |
| 4   | Kasztan jadalny Castanea sativa o obwodzie 243 cm                                               | Park Szczytnicki, przy alejce od strony placu zabaw                                                                                                | 1     | Decyzja 9/76 z dnia 17 lutego 1976 r. |         |
| 5   | Aleja dębowa Dąb szypułkowy Quercus robur o obwodzie 317 – 520 cm                               | Na skarpie wału przeciwpowodziowego od strony Odry, naprzeciw ZOO                                                                                  | 10    | Decyzja 4/53 z dnia 16 lutego 1953 r. |         |
| 6   | Dąb szypułkowy Jana Stanki Quercus robur o obwodzie 543 cm                                      | Park Szczytnicki, na przewężeniu stawu w pobliżu mostku                                                                                            | 1     | Decyzja 26/76 z dnia 2 kwietnia1976 r. |         |
| 7   | Dąb szypułkowy Dziadek Quercus robur o obwodzie 629 cm                                          | Przed budynkiem Ośrodka Szkoleniowego Państwowej Inspekcji Pracy, w odległości 10 m od chodnika drogi dojazdowej 1 m.                              | 1     | Decyzja 2/53 z dnia 16 lutego 1953 r. |         |
| 8   | Dąb szypułkowy Piotra Włosta Quercus robur o obwodzie 500 cm                                    | Ul. Wróblewskiego 3, róg Tramwajowej, 2 m od toru tramwajowego, 1 m od chodnika                                                                    | 1     | Decyzja 3/53 z dnia 16 lutego 1953 r. |         |
| 9   | Dąb szypułkowy Paweł Quercus robur o obwodzie 728 cm                                            | Pawłowice, w części płd.-zach. parku w odległości 15 m od stawu                                                                                    | 1     | Decyzja 32/76 z dnia 5 października 1976 r.                                                                                                   |         |
| 10  | Dąb szypułkowy Quercus robur o obwodzie 444 cm                                                  | Ul. Mielczarskiego 39, posesja prywatna | 1     | Decyzja 32/76 z dnia 5 października 1976 r.                                                                                                   |         |
| 11  | Dąb szypułkowy Quercus robur o obwodzie 411 cm                                                  | Ul. Wejherowska naprzeciw WOSiR w odległości 1,5 m od krawężnika jezdni                                                                            | 1     | Decyzja 3/77 z dnia 24 grudnia 1977 r. |         |
| 12  | Platan klonolistny Platanus x acerifolia o obwodzie 495 cm                                      | Plac Katedralny, na skwerze przed Katedrą, w odległości 10 m od ulicy                                                                              | 1     | Decyzja Nr 28/80 z dnia 11 grudnia 1980 r. |         |
| 13  | Grupa dębów Dąb szypułkowy Quercus robur o obwodzie 404 cm                                      | Las komunalny, oddz. 9c w odległości 10 m od drogi głównej                                                                                         | 8     | Decyzja 6/53 z dnia 16 lutego 1953 r. |         |
| 14  | Tulipanowiec amerykański Liriodendron tulipifera o obwodzie 282 cm                              | Ogród Botaniczny, ul. Sienkiewicza 23, Dział Systematyki Roślin kwatera B44                                                                        | 1     | Decyzja 7/76 z dnia 17 lutego 1976 r. |         |
| 15  | Grupa 2 drzew Miłorząb dwuklapowy Ginko biloba o obwodzie 255 cm                                | Ogród Botaniczny, ul. Sienkiewicza 23, Dział Systematyki Roślin kwatera B44                                                                        | 2     | Decyzja 3/76 z dnia 17 lutego 1976 r. |         |
| 16  | Skamieniały pień drzewa kopalnianego Dadoxylon rhodesnum o obwodzie 210 cm                      | Ogród Botaniczny, ul. Sienkiewicza 23, Dział Arboretum, kwatera C1, nad stawem                                                                     | 1     | Decyzja 12/76 z dnia 17 lutego 1976 r. |         |
| 17  | Grupa 22 skamieniałych pni Dadoxylon schrolionum o obwodach 0,2-0,6m                            | Ogród Botaniczny, ul. Sienkiewicza 23, Dział Alpinarium, kwatera D1                                                                                | 22    | Decyzja 12/76 z dnia 17 lutego 1976 r. |         |
| 18  | Żywotnik zachodni Thuja occidentalis o obwodzie 128 + 55 (dwupniowy)                            | Ul. Ulanowskiego 21 | 1     | Uchwała Nr LXXIII/469/93 Rady Miejskiej Wrocławia z dnia 27 listopada 1993 r.                                                                 |         |
| 19  | Grupa drzew dąb szypułkowy Quercus robur o obwodzie 350– 535 cm                                 | Park Złotnicki | 8     | Uchwała Nr XII/133/95 Rady Miejskiej Wrocławia z dnia 21 kwietnia 1995 r.                                                                     |         |
| 20  | Platan klonolistny Platanus x acerifolia o obwodzie 434 cm                                      | Ogród Botaniczny, ul. Sienkiewicza 23, Dział Arboretum na ścieżce spacerowej przy kwaterze C4                                                      | 1     | Decyzja 5/74 z dnia 16 kwietnia 1974 r. |         |
| 21  | Platan klonolistny Platanus x acerifolia o obwodzie 519 cm                                      | Ogród Botaniczny, ul. Sienkiewicza 23, Dział Systematyki Roślin, kwatera B 55 między ścieżką a murem od strony Południowej, przy bramie wejściowej | 1     | Decyzja 6/74 z dnia 16 kwietnia 1974 r. |         |
| 22  | Grupa drzew Buk zwyczajny Fagus sylvatica o obwodzie 349 cm                                     | Ogród Botaniczny, ul. Sienkiewicza 23, Dział Arboretum kwatera C4                                                                                  | 4     | Decyzja 3/74 z dnia 16 kwietnia 1974 r. |         |
| 23  | Skrzydłorzech kaukaski Pterocarya fraxinifolia o obwodzie 207, 274, 303 cm                      | Ogród Botaniczny, ul. Sienkiewicza 23, Wrocław, Ogród Botaniczny, ul. Sienkiewicza 23, Dział Arboretum, kwatera C9                                 | 1     | Decyzja 6/76 z dnia 17 lutego 1976 r. |         |
| 24  | Grupa sześciu dębów Dąb szypułkowy Quercus robur o obwodzie 306 cm                              | Ogród Botaniczny, ul. Sienkiewicza 23, Dział Systematyki, kwatera B55, nad stawem od strony południowej, 3 m od muru                               | 6     | Decyzja 2/74 z dnia 16 kwietnia 1974 r. |         |
| 25  | Grupa 8 cisów drzewiastych Cis pospolity Taxus baccata o obwodzie 204 cm                        | Ogród Botaniczny, ul. Sienkiewicza 23, Dział Systematyki, kwatera B 50                                                                             | 8     | Decyzja 1/74 z dnia 16 kwietnia 1974 r. |         |
| 26  | Grupa sosen Sosna czarna Pinus nigra o obwodzie 171 cm                                          | Ogród Botaniczny, ul. Sienkiewicza 23, Dział Systematyki, kwatera B 56, przy ścieżce spacerowej                                                    | 2     | Decyzja 4/76 z dnia 17 lutego 1976 r. |         |
| 27  | Dąb szypułkowy Quercus robur o obwodzie 479 cm                                                  | Od strony bocznego wyjścia do II LO, na skarpie skwer za wałem ochronnym od kanału rzeki Odry                                                      | 1     | Decyzja 8/53 z dnia 16 lutego 1953 r. |         |
| 28  | Dąb szypułkowy Jana Dzierżonia Quercus roburo obwodzie 652 cm                                   | W pobliżu II LO, przy Starej Odrze, na skarpie obmurowanej i podsypanej od strony rzeki                                                            | 1     | Decyzja 5/53 z dnia 16 lutego 1953 r. |         |
| 29  | Cyprysik groszkowy Chamaecyparis pisifera Squarrosa o obwodzie 124 cm                           | Ul. Parkowa 1/3, biblioteka Akademii Medycznej | 1     | Uchwała Nr XII/421/99 Rady Miejskiej Wrocławia z dnia 23 września 1999 r.Biuletyn Urzędowy RM Nr 8 poz.379 z dnia 30 września 1999 r.         |         |
| 30  | Grupa drzew Wiąz szypułkowy Ulmus laevis o obwodach 322, 380, 363, 350 cm                       | Ul. Jarnołtowska, w pobliżu mostu nad Bystrzycą | 4     | Uchwała Nr XXV/833/00 Rady Miejskiej Wrocławia z dnia 19 października 2000 r. Biuletyn Urzędowy RM Nr 9 poz.327 z dnia 7 listopada 2000 r.    |         |
| 31  | Cypryśnik błotny Taxodium distichum o obwodzie 267 cm                                           | Park Strachowicki, pl. Słoneczny | 1     | Uchwała Nr XXV/833/00 Rady Miejskiej Wrocławia z dnia 19 października 2000 r. Biuletyn Urzędowy RM Nr 9 poz.327 z dnia 7 listopada 2000 r.    |         |
| 32  | Platan klonolistny Platanus x acerifolia o obwodzie 410 cm                                      | Park Strachowicki, pl. Słoneczny | 1     | Uchwała Nr XXV/832/00 Rady Miejskiej Wrocławia z dnia 19 października 2000 r. Biuletyn Urzędowy RM Nr 9 poz.326 z dnia 7 listopada 2000 r.    |         |
| 33  | Buk pospolity Fagus sylvatica o obwodzie 334 cm                                                 | Park Strachowicki, ul. Strachowicka | 1     | Uchwała Nr XXV/834/00 Rady Miejskiej Wrocławia z dnia 19 października 2000 r.Biuletyn Urzędowy RM Nr 9 poz.328 z dnia 7 listopada 2000 r.     |         |
| 34  | Dąb błotny Quercus palustris o obwodzie 290 cm                                                  | Park Strachowicki, ul. Strachowicka | 1     | Uchwała Nr XXV/835/00 Rady Miejskiej Wrocławia z dnia 19 października 2000 r.Biuletyn Urzędowy RM Nr 9 poz.329 z dnia 7 listopada 2000 r.     |         |
| 35  | Dąb szypułkowy Quercus robur o obwodzie 437 cm                                                  | Park Strachowicki, Pl. Słoneczny | 1     | Uchwała Nr XXV/836/00 Rady Miejskiej Wrocławia z dnia 19 października 2000 r.Biuletyn Urzędowy RM Nr 9 poz.330 z dnia 7 listopada 2000 r.     |         |
| 36  | Platan klonolistny Platanus x acerifolia o obwodzie 465 cm                                      | Las Rędziński, brak drzewa w wykazie RDOŚ | 1     | Uchwała Nr XXV/837/00 Rady Miejskiej Wrocławia z dnia 19 października 2000 r.Biuletyn Urzędowy RM Nr 9 poz.331 z dnia 7 listopada 2000 r.     |         |
| 37  | Dąb szypułkowy Quercus robur o obwodzie 375 cm                                                  | Las Rędziński | 1     | Uchwała Nr XXV/838/00 Rady Miejskiej Wrocławia z dnia 19 października 2000 r.Biuletyn Urzędowy RM Nr 9 poz.332 z dnia 7 listopada 2000 r.     |         |
| 38  | Lipa Maksimowicza Tilia maximowicziana o obwodzie 320 cm                                        | Park Brochowski, główna aleja parkowa, na wysokości Sadzawki                                                                                       | 1     | Uchwała Nr XXXII/1007/01 Rady Miejskiej Wrocławia z dnia 19 kwietnia 2001 r.Biuletyn Urzędowy RM Nr 6 poz.94 z dnia 7 maja 2001 r.            |         |
| 39  | Lipa szerokolistna Tilia platyphyllos o obwodzie 344 cm                                         | Park Brochowski, przy mostku na Brochówce | 1     | Uchwała Nr XXXII/1008/01 Rady Miejskiej Wrocławia z dnia 19 kwietnia 2001 r.Biuletyn Urzędowy RMNr 6 poz.95 z dnia 7 maja 2001 r.             |         |
| 40  | Wiąz szypułkowy Ulmus laeviso obwodzie 347 cm                                                   | Park Brochowski, przy labiryncie | 1     | Uchwała Nr XXXII/1009/01 Rady Miejskiej Wrocławia z dnia 19 kwietnia 2001 r. Biuletyn Urzędowy RM Nr 6 poz.96 z dnia 7 maja 2001 r.           |         |
| 41  | Platan klonolistny Platanus x acerifolia o obwodzie 450 cm                                      | Park Stabłowicki | 1     | Uchwała Nr XXXII/1010/01 Rady Miejskiej Wrocławia z dnia 19 kwietnia 2001 r. Biuletyn Urzędowy RM Nr 6 poz.97 z dnia 7 maja 2001 r.           |         |
| 42  | Dąb szypułkowy Quercus robur o obwodzie 534 cm                                                  | Park Stabłowicki | 1     | Uchwała Nr XXXII/1011/01 Rady Miejskiej Wrocławia z dnia 19 kwietnia 2001 r.Biuletyn Urzędowy RM Nr 6 poz.98 z dnia 7 maja 2001 r.            |         |
| 43  | Wiąz szypułkowy Ulmus laevis o obwodzie 493 cm                                                  | Park Stabłowicki | 1     | Uchwała Nr XXXII/1012/01 Rady Miejskiej Wrocławia z dnia 19 kwietnia 2001 r.Biuletyn Urzędowy RM Nr 6 poz.99 z dnia 7 maja 2001 r.            |         |
| 44  | Lipa szerokolistna Tilia platyphyllos o obwodzie 376 cm                                         | Park Leśnicki | 1     | Uchwała Nr XXXII/1013/01 Rady Miejskiej Wrocławia z dnia 19 kwietnia 2001 r.Biuletyn Urzędowy RM Nr 6 poz.100 z dnia 7 maja 2001 r.           |         |
| 45  | Tulipanowiec amerykański Liriodendron tulipifera o obwodzie 376 cm                              | Park Leśnicki, brak drzewa w wykazie RDOŚ | 1     | Uchwała Nr XXXII/1014/01 Rady Miejskiej Wrocławia z dnia 19 kwietnia 2001 r.Biuletyn Urzędowy RM Nr 6 poz.101 z dnia 7 maja 2001 r.           |         |
| 46  | Platan klonolistny Platanus x acerifolia o obwodzie 485 cm                                      | Park Leśnicki, w pobliżu zamku | 1     | Uchwała Nr XXXII/1015/01 Rady Miejskiej Wrocławia z dnia 19 kwietnia 2001 r.Biuletyn Urzędowy RM Nr 6 poz.102 z dnia 7 maja 2001 r.           |         |
| 47  | Platan klonolistny Platanus x acerifolia o obwodzie 432 cm                                      | Park Leśnicki, przy kładce na Bystrzycy | 1     | Uchwała Nr XXXII/1016/01 Rady Miejskiej Wrocławia z dnia 19 kwietnia 2001 r.Biuletyn Urzędowy RM Nr 6 poz.103 z dnia 7 maja 2001 r.           |         |
| 48  | Dąb szypułkowy Quercus robur o obwodzie 435 cm                                                  | Park Leśnicki, północna granica parku | 1     | Uchwała Nr XXXII/1017/01 Rady Miejskiej Wrocławia z dnia 19 kwietnia 2001 r.Biuletyn Urzędowy RM Nr 6 poz.104 z dnia 7 maja 2001 r.           |         |
| 49  | Dąb szypułkowy Quercus robur o obwodzie 410 cm                                                  | Park Leśnicki, w pobliżu stawu | 1     | Uchwała Nr XXXII/1018/01 Rady Miejskiej Wrocławia z dnia 19 kwietnia 2001 r.Biuletyn Urzędowy RM Nr 6 poz.105 z dnia 7 maja 2001 r.           |         |
| 50  | Dąb szypułkowy Quercus robur o obwodzie 506 cm                                                  | Park Leśnicki, polana przy Bystrzycy | 1     | Uchwała Nr XXXII/1019/01 Rady Miejskiej Wrocławia z dnia 19 kwietnia 2001 r.Biuletyn Urzędowy RM Nr 6 poz.106 z dnia 7 maja 2001 r.           |         |
| 51  | Dąb szypułkowy Quercus robur o obwodzie 455 cm                                                  | Park Leśnicki, staw przy zamku | 1     | Uchwała Nr XXXII/1020/01 Rady Miejskiej Wrocławia z dnia 19 kwietnia 2001 r.Biuletyn Urzędowy RMNr 6 poz.107 z dnia 7 maja 2001 r.            |         |
| 52  | Miłorząb dwuklapowy Gingko biloba o obwodzie 290 cm                                             | Ul. Teatralna, Park Mikołaja Kopernika | 1     | Uchwała Nr XXXIXI/1193/01 Rady Miejskiej Wrocławia z dnia 28 września 2001 r.Biuletyn Urzędowy RM Nr 12 poz.290z dnia 10 października 2001 r. |         |
| 53  | Miłorząb dwuklapowy Gingko biloba o obwodzie 256 cm                                             | Ul. Teatralna, Park Mikołaja Kopernika | 1     | Uchwała Nr XXXIXI/1194/01 Rady Miejskiej Wrocławia z dnia 28 września 2001 r.Biuletyn Urzędowy RM Nr 12 poz.291z dnia 10 października 2001 r. |         |
| 54  | Wiązowiec zachodni Celtis occidentalis o obwodzie 297 cm                                        | Ul. Teatralna, Park Mikołaja Kopernika | 1     | Uchwała Nr XXXIXI/1195/01 Rady Miejskiej Wrocławia z dnia 28 września 2001 r.Biuletyn Urzędowy RM Nr 12 poz.292z dnia 10 października 2001 r. |         |
| 55  | Miłorząb dwuklapowy Gingko biloba o obwodzie 255 cm                                             | Park Juliusza Słowackiego | 1     | Uchwała Nr XXXIXI/1196/01 Rady Miejskiej Wrocławia z dnia 28 września 2001 r.Biuletyn Urzędowy RM Nr 12 poz.293z dnia 10 października 2001 r. |         |
| 56  | Grupa drzew platanów klonolistnych Platanus x acerifolia o obwodzie 388 cm                      | Park Juliusza Słowackiego | 10    | Uchwała Nr XXXIXI/1197/01 Rady Miejskiej Wrocławia z dnia 28 września 2001 r.Biuletyn Urzędowy RM Nr 12 poz.294z dnia 10 października 2001 r. |         |
| 57  | Platan klonolistny Platanus x acerifolia o obwodzie 672 cm                                      | Wzgórze Partyzantów | 1     | Uchwała Nr XXXIXI/1198/01 Rady Miejskiej Wrocławia z dnia 28 września 2001 r.Biuletyn Urzędowy RM Nr 12 poz.295z dnia 10 października 2001 r. |         |
| 58  | Platan klonolistny Platanus x acerifolia o obwodzie 436 cm                                      | Wzgórze Polskie | 1     | Uchwała Nr XXXIXI/1199/01 Rady Miejskiej Wrocławia z dnia 28 września 2001 r.Biuletyn Urzędowy RM Nr 12 poz.296z dnia 10 października 2001 r. |         |
| 59  | Dąb szypułkowy Quercus robur o obwodzie 419 cm                                                  | Ul. Łączności 5/7, Przedszkole nr 52 | 1     | Uchwała Nr XXXIXI/1200/01 Rady Miejskiej Wrocławia z dnia 28 września 2001 r.Biuletyn Urzędowy RM Nr 12 poz.297z dnia 10 października 2001 r. |         |
| 60  | Cis pospolity Taxus baccata o obwodzie 215 cm                                                   | Ul. Łączności 5/7, Przedszkole nr 52 | 1     | Uchwała Nr XXXIXI/1201/01 Rady Miejskiej Wrocławia z dnia 28 września 2001 r.Biuletyn Urzędowy RM Nr 12 poz.298z dnia 10 października 2001 r. |         |
| 61  | Dąb szypułkowy Quercus robur o obwodzie 410 cm                                                  | Ul. Matejki 3, Przedszkole nr 26 „Czterolistna koniczyna”                                                                                          | 1     | Uchwała Nr XXXIXI/1202/01 Rady Miejskiej Wrocławia z dnia 28 września 2001 r.Biuletyn Urzędowy RM Nr 12 poz.299z dnia 10 października 2001 r. |         |
| 62  | Dąb szypułkowy Quercus robur o obwodzie 424 cm                                                  | ul. Mielczarskiego 53 | 1     | Uchwała Nr XXXIXI/1203/01 Rady Miejskiej Wrocławia z dnia 28 września 2001 r.Biuletyn Urzędowy RM Nr 12 poz.300z dnia 10 października 2001 r. |         |
| 63  | Bluszcz pospolity Hedera helix o obwodzie 54+77 cm                                              | Plac św. Macieja | 1     | Uchwała Nr X/199/03 Rady Miejskiej Wrocławia z dnia 12 czerwca 2003 r.Biuletyn Urzędowy RM Nr 6 poz.164z dnia 30 czerwca 2003 r.              |         |
| 64  | Dąb szypułkowy Przewodnik Quercus robur o obwodzie 461 cm                                       | Róg ulic Borowskiej i Suchej | 1     | Uchwała Nr X/199/03 Rady Miejskiej Wrocławia z dnia 12 czerwca 2003 r.Biuletyn Urzędowy RM Nr 6 poz.164z dnia 30 czerwca 2003 r.              |         |
| 65  | Cyprysik Lawsona Chamaecyparis lawsoniana o obwodzie 138 cm                                     | Ul. Osobowicka 132, Przedszkole nr 7 | 1     | Uchwała Nr X/199/03 Rady Miejskiej Wrocławia z dnia 12 czerwca 2003 r.Biuletyn Urzędowy RM Nr 6 poz.164z dnia 30 czerwca 2003 r.              |         |
| 66  | Grupa drzew Dąb szypułkowy Quercus robur o obwodzie 522 cm                                      | Las Sołtysowicki | 2     | Uchwała Nr X/199/03 Rady Miejskiej Wrocławia z dnia 12 czerwca 2003 r.Biuletyn Urzędowy RM Nr 6 poz.164z dnia 30 czerwca 2003 r.              |         |
| 67  | Wiąz górski Ulmus gabra o obwodzie 336 cm                                                       | Las Sołtysowicki | 1     | Uchwała Nr X/199/03 Rady Miejskiej Wrocławia z dnia 12 czerwca 2003 r.Biuletyn Urzędowy RM Nr 6 poz.164z dnia 30 czerwca 2003 r.              |         |
| 68  | Grupa drzew Dąb szypułkowy Quercus robur o obwodzie 404 cm                                      | Ul. Promenada 13 | 2     | Uchwała Nr X/199/03 Rady Miejskiej Wrocławia z dnia 12 czerwca 2003 r.Biuletyn Urzędowy RM Nr 6 poz.164z dnia 30 czerwca 2003 r.              |         |
| 69  | Lipa drobnolistna Tilia cordata o obwodzie 396 cm                                               | Ul. Krucza 49, przy VII LO | 1     | Uchwała Nr X/199/03 Rady Miejskiej Wrocławia z dnia 12 czerwca 2003 r.Biuletyn Urzędowy RM Nr 6 poz.164z dnia 30 czerwca 2003 r.              |         |
| 70  | Cis pospolity Taxus baccata o obwodzie 114+78+62+110 c                                          | Ul. Bartla 5 | 1     | Uchwała Nr X/199/03 Rady Miejskiej Wrocławia z dnia 12 czerwca 2003 r.Biuletyn Urzędowy RM Nr 6 poz.164z dnia 30 czerwca 2003 r.              |         |
| 71  | Żywotnik zachodni Thuja occidentalis o obwodzie 207 cm                                          | Ul. Bartla 5 | 1     | Uchwała Nr X/199/03 Rady Miejskiej Wrocławia z dnia 12 czerwca 2003 r.Biuletyn Urzędowy RM Nr 6 poz.164z dnia 30 czerwca 2003 r.              |         |
| 72  | Cyprysik Lawsona Chamaecyparis lawsoniana o obwodzie 127 cm                                     | Ul. Bartla 3, Przedszkole nr 48 | 1     | Uchwała Nr X/199/03 Rady Miejskiej Wrocławia z dnia 12 czerwca 2003 r.Biuletyn Urzędowy RM Nr 6 poz.164z dnia 30 czerwca 2003 r.              |         |
| 73  | Dąb szypułkowy Quercus robur o obwodzie 403 cm                                                  | Las Rędziński | 1     | Uchwała Nr XXV/2096/04 Rady Miejskiej Wrocławia z dnia 8 lipca 2004 r.Dz. Urz. Woj. Doln.z dnia 27 sierpnia 2004 r.Nr 160, poz. 2782          |         |
| 74  | Dąb szypułkowy Quercus robur o obwodzie 384 cm                                                  | Las Rędziński | 1     | Uchwała Nr XXV/2096/04 Rady Miejskiej Wrocławia z dnia 8 lipca 2004 r.Dz. Urz. Woj. Doln.z dnia 27 sierpnia 2004 r.Nr 160, poz. 2782          |         |
| 75  | Dąb szypułkowy Quercus robur o obwodzie 389 cm                                                  | Las Rędziński | 1     | Uchwała Nr XXV/2096/04 Rady Miejskiej Wrocławia z dnia 8 lipca 2004 r.Dz. Urz. Woj. Doln.z dnia 27 sierpnia 2004 r.Nr 160, poz. 2782          |         |
| 76  | Grab pospolity Carpinus betulus o obwodzie 239 cm                                               | Las Osobowicki | 1     | Uchwała Nr XXV/2096/04 Rady Miejskiej Wrocławia z dnia 8 lipca 2004 r.Dz. Urz. Woj. Doln.z dnia 27 sierpnia 2004 r.Nr 160, poz. 2782          |         |
| 77  | Dąb szypułkowy Quercus robur o obwodzie 413 cm                                                  | Las Osobowicki | 1     | Uchwała Nr XXV/2096/04 Rady Miejskiej Wrocławia z dnia 8 lipca 2004 r.Dz. Urz. Woj. Doln.z dnia 27 sierpnia 2004 r.Nr 160, poz. 2782          |         |
| 78  | Jesion wyniosły Fraxinus excelsior o obwodzie 334 cm                                            | Las Osobowicki | 1     | Uchwała Nr XXV/2096/04 Rady Miejskiej Wrocławia z dnia 8 lipca 2004 r.Dz. Urz. Woj. Doln.z dnia 27 sierpnia 2004 r.Nr 160, poz. 2782          |         |
| 79  | Dąb szypułkowy Quercus robur o obwodzie 384 cm                                                  | Las Osobowicki | 1     | Uchwała Nr XXV/2096/04 Rady Miejskiej Wrocławia z dnia 8 lipca 2004 r.Dz. Urz. Woj. Doln.z dnia 27 sierpnia 2004 r.Nr 160, poz. 2782          |         |
| 80  | Dąb szypułkowy Quercus robur o obwodzie 421 cm                                                  | Park Sołtysowicki | 1     | Uchwała Nr XXV/2096/04 Rady Miejskiej Wrocławia z dnia 8 lipca 2004 r.Dz. Urz. Woj. Doln.z dnia 27 sierpnia 2004 r.Nr 160, poz. 2782          |         |
| 81  | Dąb szypułkowy Quercus robur o obwodzie 414 cm                                                  | Park Sołtysowicki | 1     | Uchwała Nr XXV/2096/04 Rady Miejskiej Wrocławia z dnia 8 lipca 2004 r.Dz. Urz. Woj. Doln.z dnia 27 sierpnia 2004 r.Nr 160, poz. 2782          |         |
| 82  | Dąb szypułkowy Quercus robur o obwodzie 400 cm                                                  | Ul. Opatowicka | 1     | Uchwała Nr XXV/2096/04 Rady Miejskiej Wrocławia z dnia 8 lipca 2004 r.Dz. Urz. Woj. Doln.z dnia 27 sierpnia 2004 r.Nr 160, poz. 2782          |         |
| 83  | Wiąz szypułkowy Ulmus laevis o obwodzie 314 cm                                                  | Maślice | 1     | Uchwała Nr XXV/2096/04 Rady Miejskiej Wrocławia z dnia 8 lipca 2004 r.Dz. Urz. Woj. Doln.z dnia 27 sierpnia 2004 r.Nr 160, poz. 2782          |         |
| 84  | Platan klonolistny Platanus x hispanica Acerifolia o obwodzie 433 cm                            | Maślice | 1     | Uchwała Nr XXV/2096/04 Rady Miejskiej Wrocławia z dnia 8 lipca 2004 r.Dz. Urz. Woj. Doln.z dnia 27 sierpnia 2004 r.Nr 160, poz. 2782          |         |
| 85  | Platan klonolistny Platanus x hispanica Acerifolia o obwodzie 433 cm                            | Maślice | 1     | Uchwała Nr XXV/2096/04 Rady Miejskiej Wrocławia z dnia 8 lipca 2004 r.Dz. Urz. Woj. Doln.z dnia 27 sierpnia 2004 r.Nr 160, poz. 2782          |         |
| 86  | Grupa drzew Dąb szypułkowy Quercus robur o obwodzie 389 cm                                      | Ul. Jeleniogórska | 3     | Uchwała Nr XXV/2096/04 Rady Miejskiej Wrocławia z dnia 8 lipca 2004 r.Dz. Urz. Woj. Doln.z dnia 27 sierpnia 2004 r.Nr 160, poz. 2782          |         |
| 87  | Dąb szypułkowy Quercus robur o obwodzie 452 cm                                                  | Ul. Jeleniogórska | 1     | Uchwała Nr XXV/2096/04 Rady Miejskiej Wrocławia z dnia 8 lipca 2004 r.Dz. Urz. Woj. Doln.z dnia 27 sierpnia 2004 r.Nr 160, poz. 2782          |         |
| 88  | Platan klonolistny Platanus x hispanica Acerifolia o obwodzie 527 cm                            | Ul. Podwale 51-56 | 1     | Uchwała Nr XXV/2096/04 Rady Miejskiej Wrocławia z dnia 8 lipca 2004 r.Dz. Urz. Woj. Doln.z dnia 27 sierpnia 2004 r.Nr 160, poz. 2782          |         |
| 89  | Dąb szypułkowy Quercus robur o obwodzie 404 cm                                                  | Ul. Objazdowa | 1     | Uchwała Nr XXV/2096/04 Rady Miejskiej Wrocławia z dnia 8 lipca 2004 r.Dz. Urz. Woj. Doln.z dnia 27 sierpnia 2004 r.Nr 160, poz. 2782          |         |
| 90  | Dąb szypułkowy Quercus robur o obwodzie 500 cm                                                  | Ul. Pasteura 1-7 | 1     | Uchwała Nr LVII/3369/06 Rady Miejskiej Wrocławia z dnia 19.10.2006 r.                                                                         |         |
| 91  | Miłorząb dwuklapowy Gingko biloba o obwodzie 248 cm                                             | Ul. Pasteura 1-7 | 1     | Uchwała Nr LVII/3371/06 Rady Miejskiej Wrocławia z dnia 19.10.2006 r.                                                                         |         |
| 92  | Bluszcz pospolity Hedera helix o obwodzie 42 cm                                                 | Ul. Pasteura 1-7 | 1     | Uchwała Nr LVII/3371/06 Rady Miejskiej Wrocławia z dnia 19.10.2006 r.                                                                         |         |
| 93  | Grupa drzew Sofora japońska Perełkowce nad Grudziądzką Sophora japonica o obwodach 210 – 290 cm | Ul. Grudziądzka 59-89 | 8     | Uchwała Nr XVI/467/07 Rady Miejskiej Wrocławia z dnia 27 grudnia 2007 r.                                                                      |         |
| 94  | Sosna wejmutka Pinus strobus o obwodzie 190 cm                                                  | Ul. Grudziądzka 65/67 | 1     | Uchwała Nr XXIX/1004/08 Rady Miejskiej Wrocławia z dnia 30 grudnia 2008 r.                                                                    |         |
| 95  | Dąb szypułkowy Nestor Quercus robur o obwodzie 425 cm                                           | Ul. Obornicka 29 na terenie Szkoły Podstawowej nr 50                                                                                               | 1     | Uchwała Nr XXIX/1004/08 Rady Miejskiej Wrocławia z dnia 30 grudnia 2008 r.                                                                    |         |
| 96  | Dąb szypułkowy Quercus robur o obwodzie 378 cm                                                  | Ul. Centralna 26 | 1     | Uchwała Nr XXIX/1005/08 Rady Miejskiej Wrocławia z dnia 30 grudnia 2008 r.                                                                    |         |
| 97  | Dąb szypułkowy Quercus robur o obwodzie 432 cm                                                  | Park Szczytnicki | 1     | Uchwała Nr XLII/1306/09 Rady Miejskiej Wrocławia z dnia 3 grudnia 2009 r.                                                                     |         |
| 98  | Buk pospolity Fagus sylvatica o obwodzie 385 cm                                                 | Park Grabiszyński | 1     | Uchwała Nr XLII/1307/09 Rady Miejskiej Wrocławia z dnia 3 grudnia 2009 r.                                                                     |         |
| 99  | Lipa srebrzysta Tilia tomentosa o obw. 370 cm                                                   | Al. Kochanowskiego 12, Ogród Roślin Leczniczych Uniwersytetu Medycznego                                                                            | 1     | Uchwała Nr XLII/1308/09 Rady Miejskiej Wrocławia z dnia 3 grudnia 2009 r.                                                                     |         |
| 100 | Wiązowiec zachodni Celtis occidentalis o obwodzie 310 cm                                        | Al. Kochanowskiego 12, Ogród Roślin Leczniczych Uniwersytetu Medycznego                                                                            | 1     | Uchwała Nr XLII/1308/09 Rady Miejskiej Wrocławia z dnia 3 grudnia 2009 r.                                                                     |         |
| 101 | Wiąz szypułkowy Ulmus iaevis o obwodzie 320 cm                                                  | Al. Kochanowskiego 12, Ogród Roślin Leczniczych Uniwersytetu Medycznego                                                                            | 1     | Uchwała Nr XLII/1308/09 Rady Miejskiej Wrocławia z dnia 3 grudnia 2009 r.                                                                     |         |
| 102 | Topola czarna Populus nigra o obwodzie 222 cm                                                   | Al. Kochanowskiego 12, Ogród Roślin Leczniczych Uniwersytetu Medycznego                                                                            | 1     | Uchwała Nr XLII/1308/09 Rady Miejskiej Wrocławia z dnia 3 grudnia 2009 r.                                                                     |         |
| 103 | Dąb szypułkowy Mieszko Quercus robur o obwodzie 450 cm                                          | Ul. Osobowicka 127 we Wrocławiu, na terenie Szkoły Podstawowej Nr 21. Przy prawym narożu budynku od strony wejścia głównego.                       | 1     | Uchwała Nr LV/1689/10 Rady Miejskiej Wrocławia z dnia 14 października 2010 r.                                                                 |         |
| 104 | Grujecznik japoński Cercidyphyllum japonicum o obwodzie 133 + 131 cm                            | Al. Kochanowskiego 12, Ogród Roślin Leczniczych Uniwersytetu Medycznego                                                                            | 1     | Uchwała Nr XVIII/359/11 Rady Miejskiej Wrocławia z dnia 17 listopada 2011 r.(Dz. Urz. Woj. Dol. Nr 248 z dnia 05.12.2011 r., poz. 4450)       |         |
| 105 | Grupa dwóch Leszczyn tureckich Corylus columa o obwodzie 264 cm oraz 172 + 200 cm               | Na terenie Parku Zachodniego w okolicach ul. Ślężańskiej                                                                                           | 1     | Uchwała Nr XVIII/360/11 Rady Miejskiej Wrocławia z dnia 17 listopada 2011 r.                                                                  |         |
| 106 | Platan klonolistny Platanus xhispanica Acerifolia o obwodzie 510 cm                             | Ul.Powstańców Śl. 160 z tyłu willi z XIX w. Jako element dawnego założenia ogrodowego                                                              | 1     | Uchwała Nr XXXI/682/12 Rady Miejskiej Wrocławia z dnia 13 września 2012 r.                                                                    |         |
| 107 | Platan klonolistny Platanus xhispanica Acerifolia o obwodzie 480 cm                             | Ul. Sołtysowicka 59a | 1     | Uchwała nr XLVI/1091/13 Rady Miejskiej Wrocławia z dnia 27 czerwca 2013 r.                                                                    |         |
| 108 | Dąb szypułkowy Drzewiec Quercus robur o obwodzie 475 cm                                         | ul. Nadbrzeżna | 1     | Uchwała nr XLVIII/1140/17 Rady Miejskiej Wrocławia z dnia 23 listopada 2017 r.                                                                |         |
| 109 | Dąb szypułkowy Quercus robur o obwodzie 564 cm                                                  | okolice ul. Sołtysowickiej; dz. nr 2/18 obręb Sołtysowice                                                                                          | 1     | Uchwała nr XLVIII/1139/17 Rady Miejskiej Wrocławia z dnia 23 listopada 2017 r.                                                                |         |
| 110 | Dąb szypułkowy Sołtys Quercus robur o obwodzie 625 cm                                           | ul. Torfowa; dz. nr 2/3 obręb Sołtysowice | 1     | Uchwała nr XLVIII/1138/17 Rady Miejskiej Wrocławia z dnia 23 listopada 2017 r.                                                                |         |
| 111 | Platan klonolistny Świadek Platanus xhispanica Acerifolia o obwodzie 543 cm                     | pl. Jana Pawła II | 1     | Uchwała nr XVIII/488/20 Rady Miejskiej Wrocławia z dnia 23 stycznia 2020 r.                                                                   |         |

Lista zniesionych pomników przyrody na terenie miasta:
| Lp. | Pomnik przyrody                                                                      | Lokalizacja                                                 | Ilość | Decyzja o nadaniu | Decyzja o odwołaniu                                                                                      | Zdjęcie |
| --- | ------------------------------------------------------------------------------------ | ----------------------------------------------------------- | ----- | --- | --- | ------- |
| 1   | Lipa srebrzysta Tilia tomentosa o obwodzie 389 cm                                    | Skrzyżowanie ulic Sienkiewicza i Piastowskiej               | 1     | Uchwała Nr XXV/2096/04 Rady Miejskiej Wrocławia z dnia 8 lipca 2004 r.Dz. Urz. Woj. Doln.z dnia 27 sierpnia 2004 r.Nr 160, poz. 2782  | Uchwała nr XXXI/638/16 Rady Miejskiej Wrocławia z dnia 20 października 2016 r. (DZ. URZ. WOJ. 2016.4795) |         |
| 2   | Kasztanowiec pospolity Aesculus hippocastanum o obwodzie 370 cm (400 przy odwołaniu) | Grobla Karłowicko- Rędzińska na wysokości Parku Kasprowicza | 1     | Uchwała Nr XII/419/99 Rady Miejskiej Wrocławia z dnia 23 września 1999 r.Biuletyn Urzędowy RM Nr 8 poz.377 z dnia 30 września 1999 r. | Uchwała nr XLVIII/1141/17 Rady Miejskiej Wrocławia z dnia 23 listopada 2017 r. (DZ. URZ. WOJ. 2017.5024) |         |

## Literatura
- Encyklopedia Wrocławia. Wrocław: Wydawnictwo Dolnośląskie, 2006. ISBN 83-7384-561-5. (pol.). Brak numerów stron w książce